# Alycus
Alycus is een geslacht van mijten, dat voor het eerst in 1842 is beschreven door Carl Ludwig Koch.

## Soorten
- Alycus denasutus
- Alycus marinus
- Alycus occidentalis
- Alycus roseus
- Alycus trichotus

## Biologische bestrijding
Alycus roseus kan gebruikt worden bij de biologische bestrijding van plantenparasitaire aaltjes.